# Ceratostylis senilis
Ceratostylis senilis är en orkidéart som beskrevs av Heinrich Gustav Reichenbach. Ceratostylis senilis ingår i släktet Ceratostylis och familjen orkidéer.
Artens utbredningsområde är Filippinerna. Inga underarter finns listade i Catalogue of Life.